# Wu Ershan
 (juin 2024).
Wu Ershan (chinois : 乌尔善) né le 10 juin 1972 à Hohhot, Mongolie-Intérieure, est un réalisateur chinois mongol. Il a étudié à l'Académie centrale des beaux-arts de Chine dans le département de peinture à l'huile et à l'Académie de cinéma de Pékin dans le département de réalisation.
En 2004, Wu Ershan a remporté le Prix de la critique internationale au Festival international du film de Busan en Corée du Sud pour son film indépendant Soap Opera (肥皂剧).
En 2011, il a remporté le prix du meilleur nouveau réalisateur à la 48e édition des Golden Horse Awards de Taïwan pour son film de comédie d'arts martiaux The Butcher, the Chef and the Swordsman (刀见笑, Dāo Jiàn Xiào). En 2012, son film de romance fantastique orientale Painted Skin: The Resurrection a généré plus de 700 millions de yuans au box-office et a remporté le prix des meilleur effets visuels au 20e Festival du film universitaire de Pékin. En 2014, il a réalisé le film de suspense et d'aventure Mojin: The Lost Legend (鬼吹灯之寻龙诀, Guĭ Chuī Dēng Zhī Xún Lóng Jué), sorti le 18 décembre 2015. En 2016, il a remporté le prix du meilleur réalisateur aux 33e Hundred Flowers Awards pour ce film.
En 2023, il a réalisé le film épique de mythologie chinoise Creation of the Gods I: Kingdom of Storms, sorti le 20 juillet 2023.

## Jeunesse et début de carrière
Wu Ershan est né à Hohhot, en Mongolie-Intérieure. À l'âge de 4 ans, il a déménagé à Pékin avec ses parents et a grandi dans une cour militaire. Dès son jeune âge, il a commencé à apprendre la peinture. En 1988, il a commencé à étudier à l'école secondaire affiliée à l'Académie centrale des beaux-arts de Chine.
En 1992, après avoir obtenu son diplôme, il a intégré le département de peinture à l'huile de l'Académie centrale des beaux-arts. Cependant, en raison de divergences de vues avec ses professeurs, il a quitté l'école en deuxième année et, en 1994, il a rejoint le département de réalisation de l'Académie de cinéma de Pékin[réf. nécessaire].
En 1998, après avoir obtenu son diplôme de l'Académie de cinéma de Pékin, il a commencé à travailler dans son domaine de spécialisation en tant que réalisateur de publicités. Il s'est rapidement distingué dans ce domaine, remportant de nombreux prix[réf. nécessaire].
En 2000, il a créé son propre studio, 523studio. Avec un groupe d'amis, il a réalisé des œuvres d'art pur telles que des installations, des courts métrages et des performances artistiques. Il a également participé à de nombreux festivals artistiques et a reçu des éloges pour ses travaux[réf. nécessaire].

## Carrière
En 2004, Wu Ershan a écrit, réalisé et produit le film indépendant de 90 minutes Soap Opera, qui a remporté le Prix de la critique internationale au Festival international du film de Busan en Corée du Sud ainsi que le prix du meilleur réalisateur au Festival international du film de Genève en Suisse.
En 2009, il a été sélectionné comme le premier nouveau réalisateur du programme Asia Star Gravity (亚洲星引力计划). Le 24 septembre, son premier film commercial The Butcher, the Chef and the Swordsman a commencé sa production, un film de comédie d'arts martiaux avant-gardiste, avec le réalisateur hollywoodien Doug Liman en tant que producteur exécutif. En 2011, ce film lui a valu le prix du meilleur nouveau réalisateur aux 48e Golden Horse Awards de Taïwan et une nomination pour le meilleur scénario adapté. En 2012, il a également été nommé pour le prix du meilleur nouveau réalisateur aux 12e Chinese Film Media Awards.
Le 28 juin 2012, son film de romance fantastique orientale Painted Skin: The Resurrection est sorti, réalisant un box-office de 726 millions de yuans en Chine continentale et battant 12 records de box-office pour les films en langue chinoise. En 2013, ce film a remporté le prix du meilleur effet visuel au 20e Festival du film universitaire de Pékin ainsi que le Golden Trailer Award aux États-Unis.
En août 2014, Wu Ershan a réalisé le film d'aventure fantastique Mojin: The Lost Legend, avec Chen Kun, Huang Bo, et Shu Qi, pour un coût de production d'environ 250 millions de yuans. Jusqu'en janvier 2016, ce film a battu plusieurs records de box-office pour les films en langue chinoise, se classant deuxième dans l'histoire du box-office des films en langue chinoise.
En 2016, il a remporté le prix du meilleur réalisateur aux 33e Hundred Flowers Awards pour son film Mojin: The Lost Legend.
La trilogie Creation of the Gods, qu'il a réalisée, est la première série de films en langue chinoise à être produite en mode trilogie consécutive, avec une sortie initialement prévue pour 2020, 2021 et 2022. Le premier film de la trilogie, Creation of the Gods I: Creation of the Gods, est sorti en Chine le 20 juillet 2023.
Le 25 novembre 2022, Il a participé à l'émission de télé-réalité et d'entretiens One Day, One Page. Le 21 mai 2023, il a été nommé président du jury des projets de coproduction du 25e Festival international du film de Shanghai (SIFF PROJECT). Le 20 juillet 2023, son film Creation of the Gods I a été diffusé en Chine. Le 29 juin, il a participé à la soirée de musique de films Bay Area Rising Moon 2023. Le 28 septembre, l'émission Raising From Zero (《封神训练营》), à laquelle il a participé, a été diffusée sur Mango TV.

## Filmographie
- 2004 : Soap Opera (肥皂剧)
- 2010 : The Butcher, the Chef and the Swordsman (刀见笑, Dāo Jiàn Xiào)
- 2012 : Painted Skin: The Resurrection (画皮II, Huà Pí Èr)
- 2015 : Mojin: The Lost Legend (鬼吹灯之寻龙诀, Guĭ Chuī Dēng Zhī Xún Lóng Jué)
- 2023 : Creation of the Gods I: Kingdom of Storms (封神第一部：朝歌风云, Fēng shén dì yī bù: Zhāogē fēngyún)
- 2025 : Creation of the Gods II: Demon Force (封神第二部：战火西岐, Fēng shén dì èr bù: Zhàn huǒ Xī Qí)
- 202? : Creation of the Gods III: Creation Under Heaven (封神：封神天下)

## Œuvres d'art exposées
| Année | Nom de l'exposition                                  | Pays         |
| ----- | ---------------------------------------------------- | ------------ |
| 1998  | Transmediale’98, 11th Video Festival                 | Allemagne    |
| 2000  | World Wild Video Festival                            | Pays-Bas     |
| 2000  | Festival de théâtre de Bruxelles                     | Belgique     |
| 2001  | Triennale internationale des arts de Yokohama        | Japon        |
| 2002  | Triennale de l'art contemporain de Chine à Guangzhou | Chine        |
| 2004  | Triennale internationale des arts de Busan           | Corée du Sud |
| 2004  | Biennale internationale d'art de Shanghai            | Chine        |

## Récompenses

### Cinéma et télévision
| Date          | Nom du prix                                                                                              | Œuvre                  | Résultat |
| ------------- | --- | ---------------------- | -------- |
| Avril 2024    | Réalisateur de l'année lors de la soirée d'honneur 2023-2024 de China Movie Data et Movie Channel M List |                        | Lauréat  |
| 2024          | Prix du réalisateur de l'année 2023 de l'Association des réalisateurs chinois                            | Creation of the Gods I | Nommé    |
| Décembre 2023 | Film recommandé de l'année – Cérémonie annuelle de remise de prix « Ombre et lumière de la Chine »       | Creation of the Gods I | Lauréat  |
| Octobre 2023  | 36e Golden Rooster Awards – Meilleur scénario                                                            | Creation of the Gods I | Nommé    |
| Octobre 2023  | 36e Golden Rooster Awards – Meilleur réalisateur                                                         | Creation of the Gods I | Nommé    |
| Août 2023     | 18e Festival du Film de Changchun – Prix du meilleur réalisateur « Golden Deer »                         | Creation of the Gods I | Nommé    |
| Juin 2023     | Nuit du Film Weibo 2023 – Réalisateur de l'année                                                         |                        | Lauréat  |

### Prix des Cent Fleurs
| Date | Nom du prix          | Œuvre                  | Résultat |
| ---- | -------------------- | ---------------------- | -------- |
| 2016 | Meilleur film        | Mojin: The Lost Legend | Nommé    |
| 2016 | Meilleur réalisateur | Mojin: The Lost Legend | Lauréat  |

### Hong Kong Film Awards
| Date | Nom du prix                                                                            | Œuvre                          | Résultat |
| ---- | -------------------------------------------------------------------------------------- | ------------------------------ | -------- |
| 2012 | Prix du meilleur film en langue chinoise de la 32e cérémonie des Hong Kong Film Awards | Painted Skin: The Resurrection | Nommé    |

### Prix des médias du cinéma chinois
| Date | Nom du prix                          | Œuvre                                   | Résultat |
| ---- | ------------------------------------ | --------------------------------------- | -------- |
| 2012 | Prix du meilleur nouveau réalisateur | The Butcher, the Chef and the Swordsman | Nommé    |

### Golden Horse Film Festival and Awards
| Date | Nom du prix                                 | Œuvre                                   | Résultat |
| ---- | ------------------------------------------- | --------------------------------------- | -------- |
| 2011 | Prix du meilleur nouveau réalisateur        | The Butcher, the Chef and the Swordsman | Lauréat  |
| 2011 | Prix de la meilleure adaptation de scénario | The Butcher, the Chef and the Swordsman | Nommé    |

### Festival international du film de Busan
| Date | Nom du prix                                                                                                | Œuvre      | Résultat |
| ---- | --- | ---------- | -------- |
| 2004 | Prix de l'Association internationale des critiques de cinéma du 9e Festival international du film de Busan | Soap Opera | Lauréat  |
| 2004 | Prix de la nouvelle vague de la Compétition principale du 9e Festival international du film de Busan       | Soap Opera | Nommé    |

### Autres
| Date | Nom du prix                                                                        | Œuvre      | Résultat |
| ---- | ---------------------------------------------------------------------------------- | ---------- | -------- |
| 2004 | Prix du meilleur réalisateur du Festival international du film de Genève en Suisse | Soap Opera | Lauréat  |

### Prix de la publicité
| Date | Nom du prix                                      | Résultat |
| ---- | ------------------------------------------------ | -------- |
| 2005 | Prix de la publicité du Taiwan Times             | Lauréat  |
| 2005 | Prix du publicitaire américain – Effie Awards    | Lauréat  |
| 2004 | 11e Festival chinois de la publicité – Prix d'or | Lauréat  |
| 2002 | 9e Festival chinois de la publicité – Prix d'or  | Lauréat  |

## Critiques
En plus de créer des films, Wu Ershan est également un artiste contemporain. Ses œuvres d'art contemporain telles que l'imagerie, les installations et les performances sont exposées dans des festivals d'art, des biennales et des galeries du monde entier (New Beijing News Review 京报网)[réf. nécessaire]. 
Wu Ershan possède un esprit pragmatique rare chez les intellectuels. Il garde une passion pour ses objectifs, a une précision de jugement quant à sa direction, adopte une attitude ni inférieure ni arrogante envers la réalité, affronte les problèmes de front. Il se décrit lui-même comme « calme ». Ce charme personnel a façonné l'esprit et les idéaux de ses films[réf. nécessaire].